# مسابقه تسلیحات هسته‌ای

انبارهای تسلیحات هسته ای ایالات متحده و اتحاد جماهیر شوروی / روسیه

مسابقه تسلیحات هسته‌ای یک رقابت تسلیحاتی برای برتری در جنگ هسته‌ای بین ایالات متحده، اتحاد جماهیر شوروی و متحدان مربوطه آنها در طول جنگ سرد بود. در همین دوره، علاوه بر ذخایر هسته‌ای آمریکا و شوروی، کشورهای دیگر نیز سلاح‌های هسته‌ای تولید کردند اگرچه هیچ‌کدام تقریباً در مقیاسی مشابه دو ابرقدرت به تولید کلاهک نپرداختند.

## برای مطالعهٔ بیشتر
- "Presidency in the Nuclear Age", conference and forum at the JFK Library, Boston, October 12, 2009. Four panels: "The Race to Build the Bomb and the Decision to Use It", "Cuban Missile Crisis and the First Nuclear Test Ban Treaty", "The Cold War and the Nuclear Arms Race", and "Nuclear Weapons, Terrorism, and the Presidency".